# Смерть і дівчина
Смерть і дівчина (нім. Der Tod und das Mädchen) — поширений мотив у мистецтві  Північного Відродження, особливо в живописі та графіці Німеччини.

## Короткий опис
Зазвичай цей мотив проявлявся у вигляді двох фігур: дівчини чи молодої жінки та персоніфікації смерті, часто зображеної у вигляді скелета. Важливо пам'ятати, що «смерть» у німецькій мові чоловічого роду, відповідно типовою персоніфікацією смерті була не жінка з косою (як, наприклад, в Україні), а чоловік. Іконографічно Смерть зображалася у вигляді спокусника або коханця дівчини. Цей мотив, очевидно, розвинувся під впливом іншого спорідненого мотиву «Танок смерті», поєднавши ще й еротичний підтекст. Німецький художник Ганс Бальдунг декілька разів зобразив його на своїх картинах. З часом мотив використовувався у художній літературі, театрі та інших видах мистецтва.
Мотив «Смерть і дівчина» був відроджений в епоху романтизму. Характерним прикладом цього мотиву є пісня Франца Шуберта «Смерть і Дівчина» на слова німецького поета Маттіаса Клавдіуса. Фортепіанна частина пісні була частково використана у знаменитому струнному квартеті № 14, який, відповідно, також відомий під цим заголовком, англійською чи німецькою мовами.

## Живопис

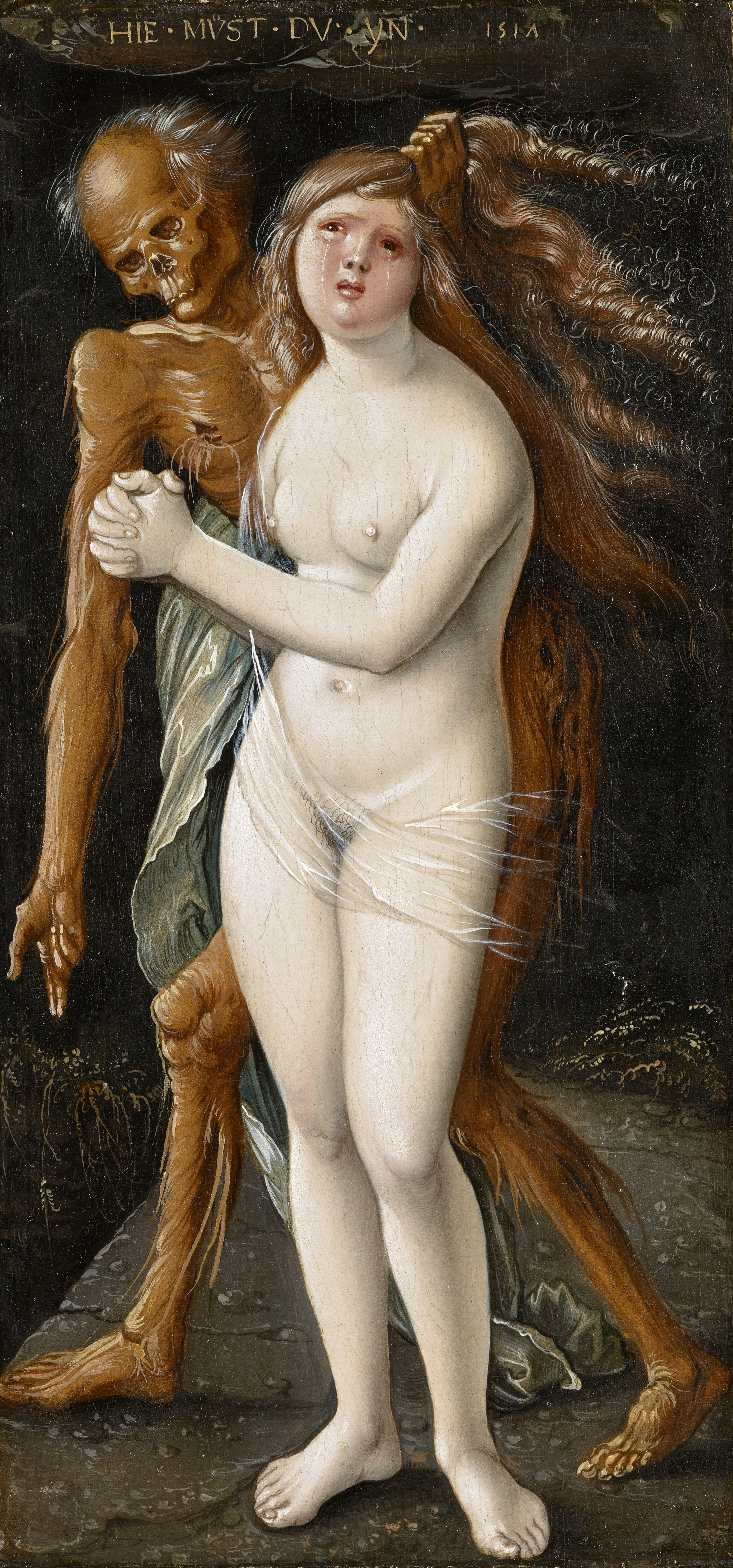
Ганс Бальдунг, «Смерть і дівчина», 1517, Базель
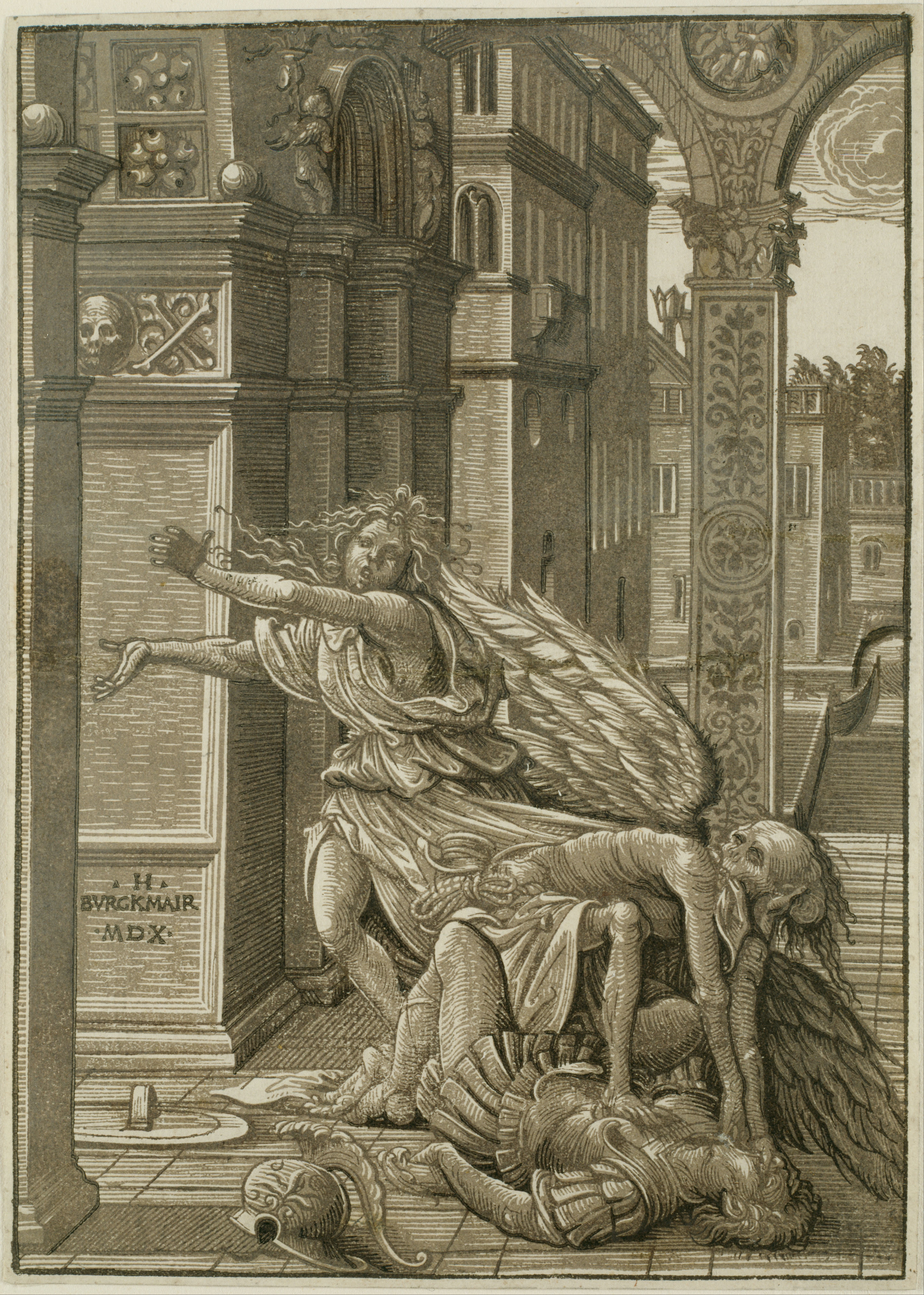
Ганс Бургкмайр Старший, Коханці заскочені Смертю, 1510
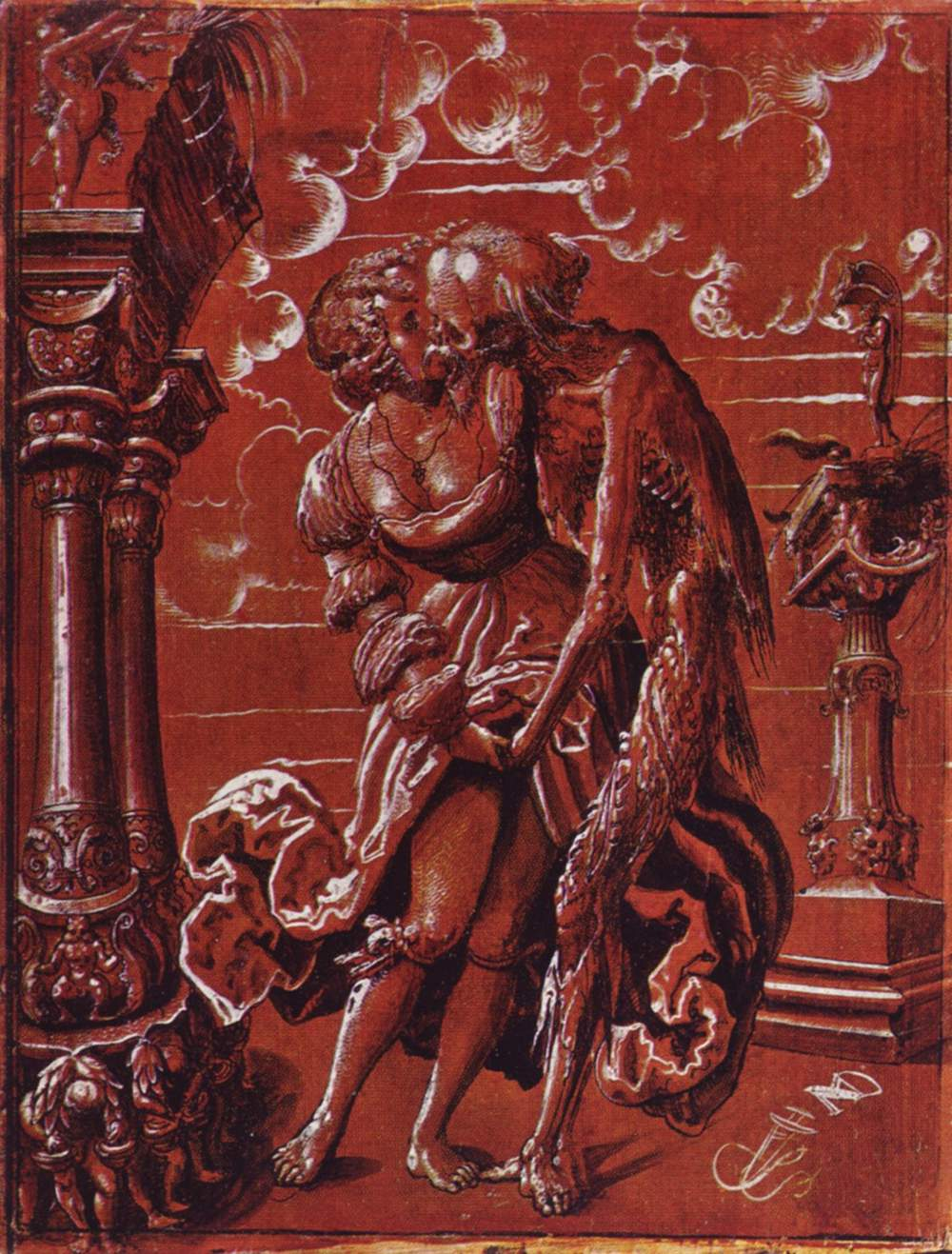
Ніклаус Мануель, «Смерть і дівчина», дереворит, 1517
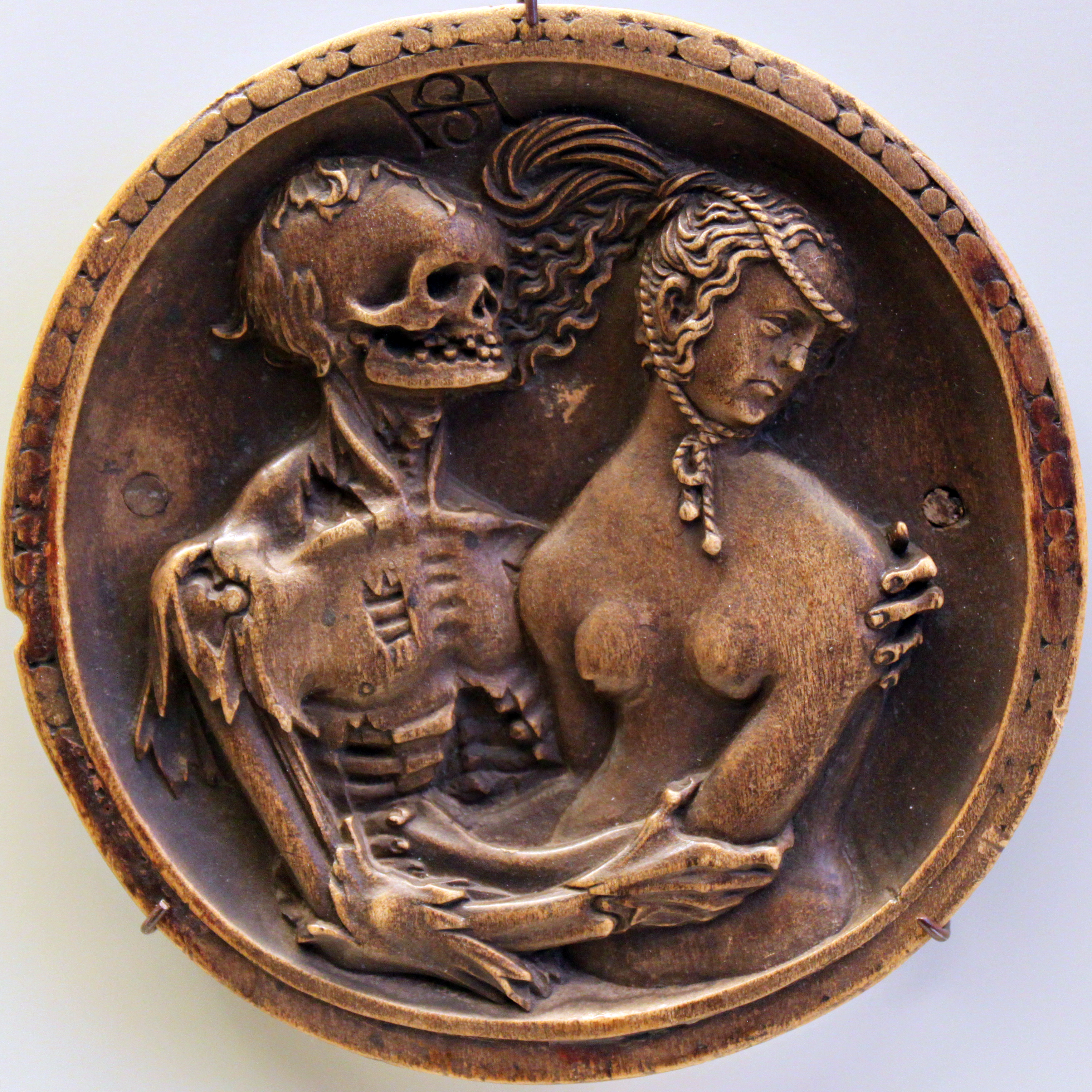
Ганс Шварц, різьблення на самшиті, бл. 1520
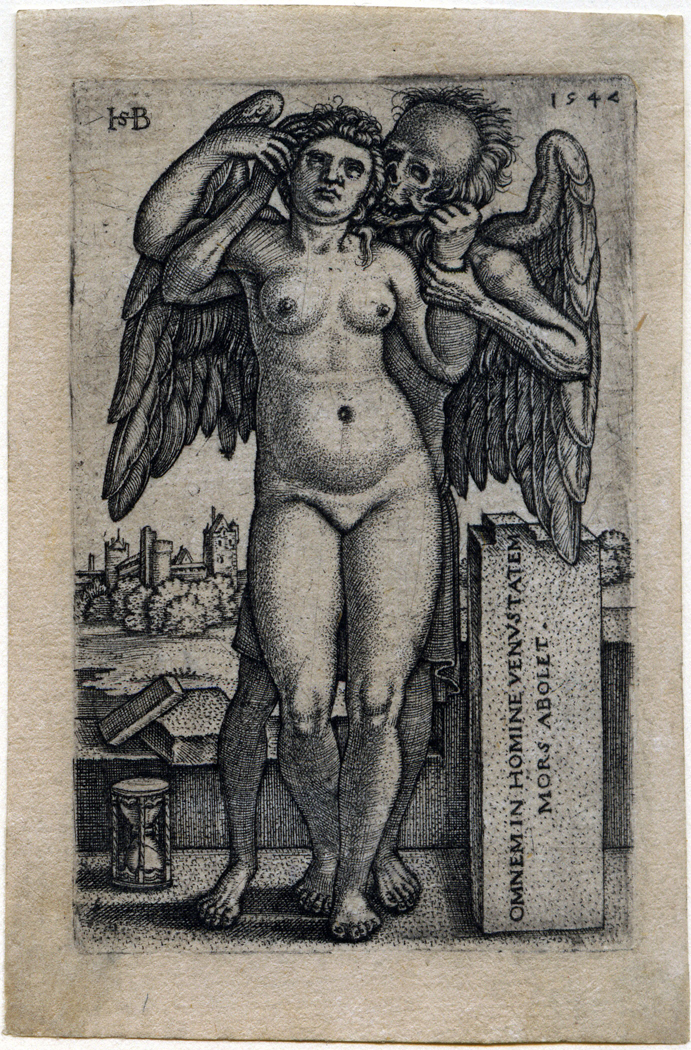
Ганс Зебальд Бегам, «Смерть і дівчина», гравюра, 1547
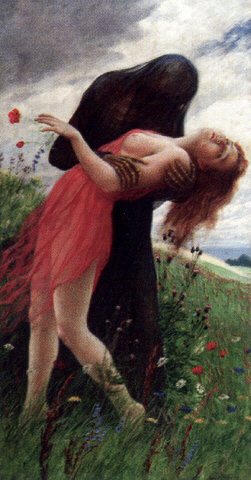
Адольф Герніґ, «Смерть і дівчина», 1900
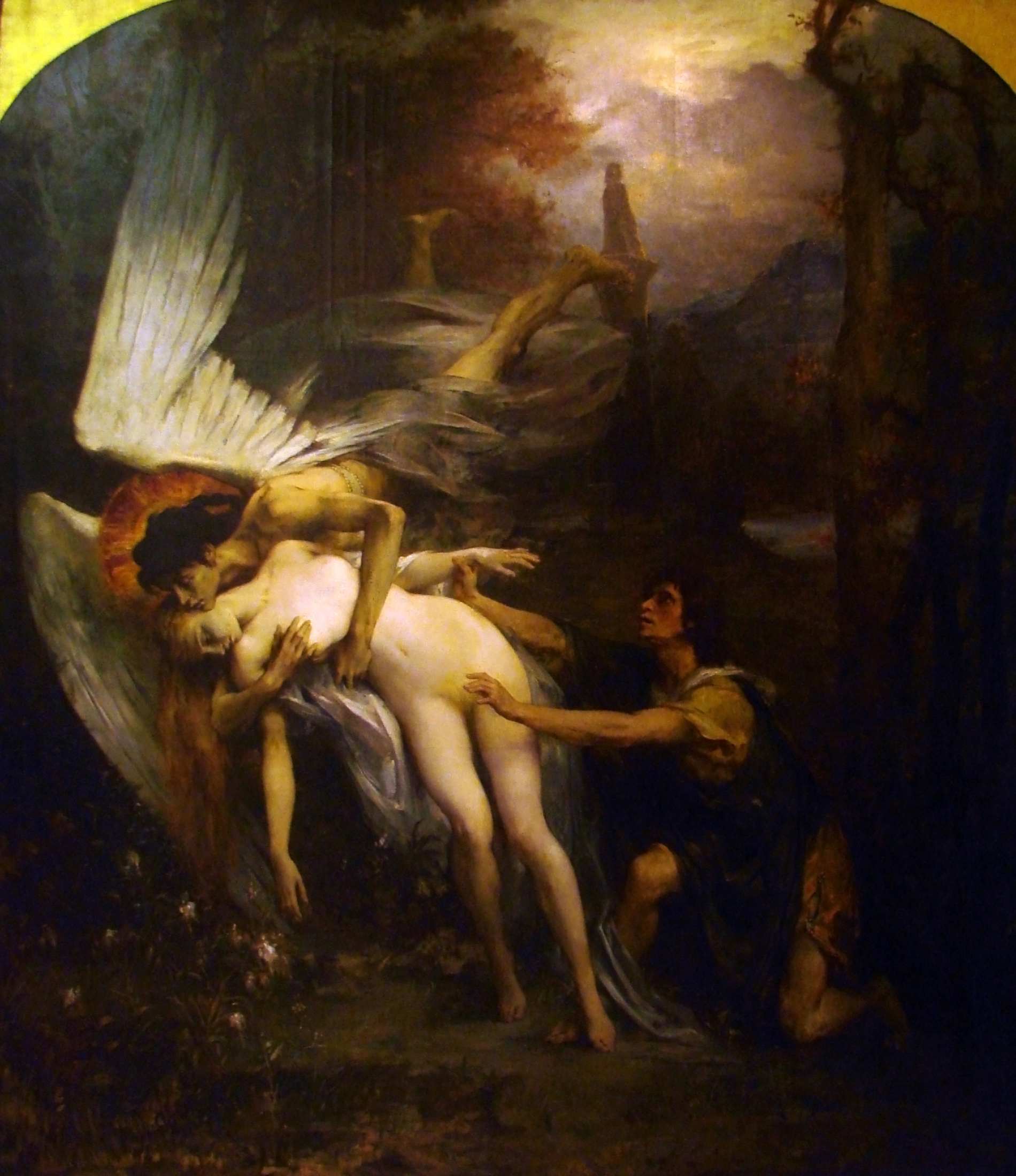
Анрі-Леопольд Леві, «Дівчина і Смерть», 1900
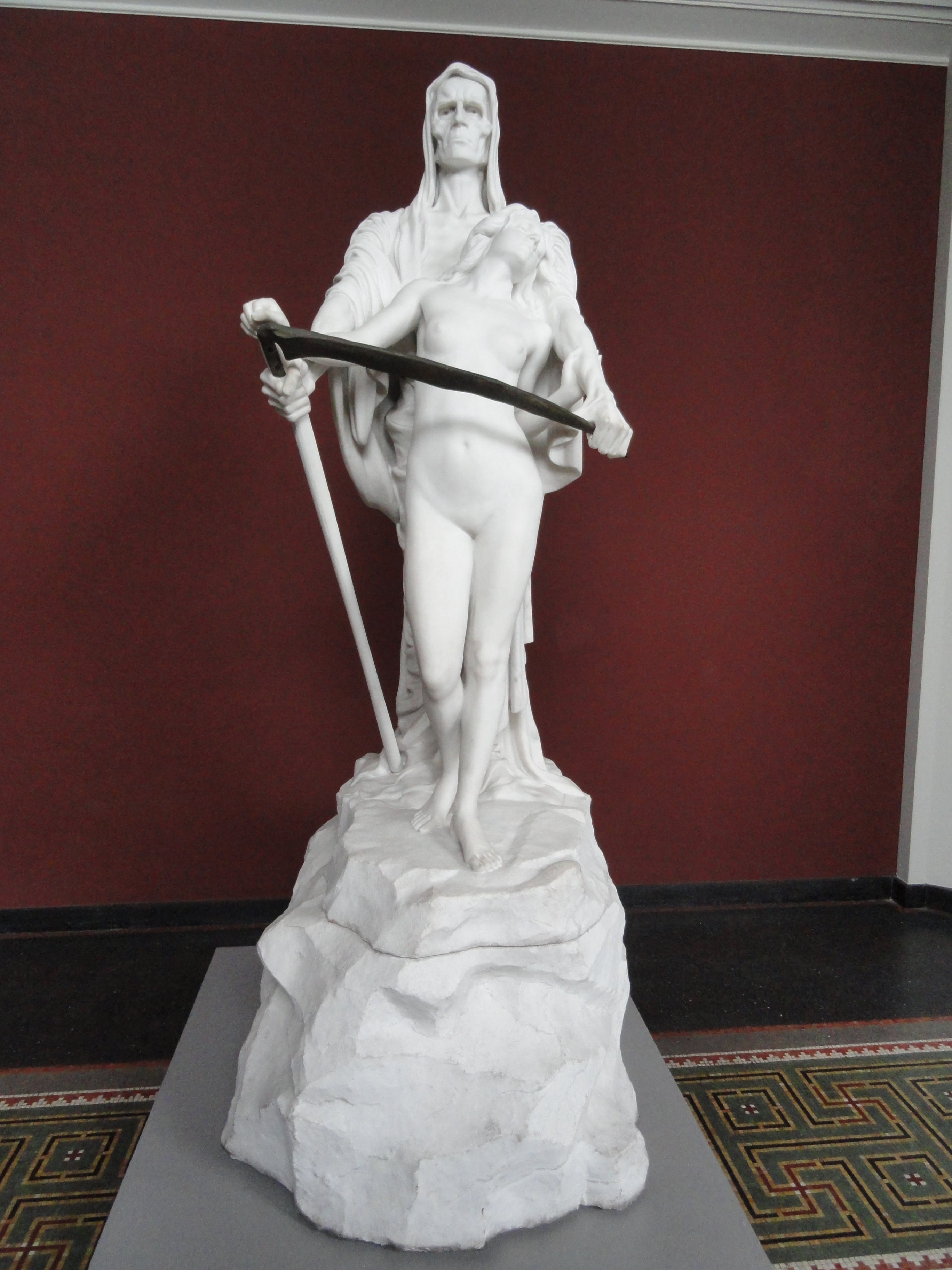
Ельна Борк, «Смерть і дівчина», 1905, Нова гліптотека Карлсберга, Копенгаген
Еґон Шіле, «Смерть і дівчина», експресіонізм, 1915
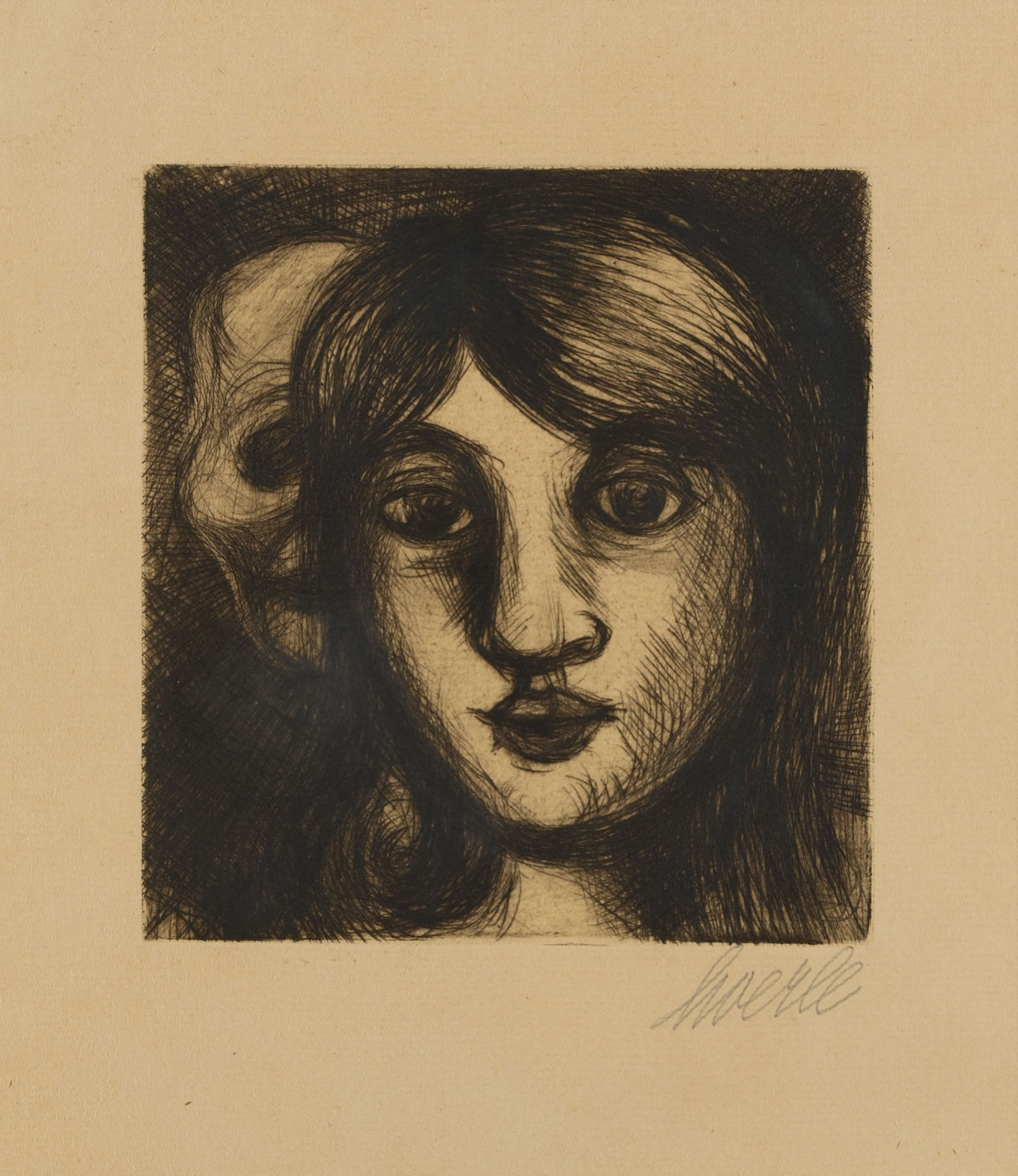
Гайнріх Герле, конструктивізм, бл. 1919

## Музика
- Смерть і дівчина, пісня в d-moll Франца Шуберта, D 531, текст Маттіаса Клаудіуса, написана 1817 року.
- Смерть і дівчина, струнний квартет Nr. 14 d-Moll D 810 Франца Шуберта (1824). Назва квартуту пов'язана з його другою частиною з темою, що походить з Шубертової пісні «Смерть і дівчина». Струнний квартет Шуберта є лейтмотивом в романі Мартіна Вальзера «Прибій». Сучасну інтерпретацію цієї теми Шуберта пропонує музичний проєкт «Bacio di Tosca».
- У циклі пісень Пісні і танці смерті Модеста Мусорського мотив "Смерть і дівчина звучить у другій пісні (Серенада) створеної у 1875—1877 роках.
- Елізабет, мюзикл (1992)
- Дівчина і Смерть, струнний квартет Зігфріда Маттуса[2] (1996)
- Дівчина і Смерть, німецької фолк-рок/метал-групи Schandmaul (2006)
- Смерть і дівчина, дарк-вейв альбом гурту «Bacio di Tosca» (2007)
- Смерть і дівчина, композиція німецької фолк-рок групи Vogelfrey (2012)
- Дівчина і Смерть, пісня Зенти Софії Делліпонті, відомої як Oonagh (2016)

## Кіно
- Смерть і дівчина, німий фільм (1916)
- Смерть і дівчина (1994), фільм Романа Полянського (1994)
- Телефон поліції — 110, Смерть і дівчина, німецький телевізійний фільм (2009)
- Дівчина і смерть, фільм Йоса Стеллінга (2012)
- Комісар і море: дівчина і смерть, телефільм із серіалу «Комісар і море» (2015)
- Еґон Шіле: Смерть і дівчина, фільм Дітера Бернера і Гільди Бернер (2016)
- Смерть і дівчина — Бруно ван Левен, третій випадок (2017)